# Příznak přetečení
Příznak přetečení (anglicky overflow flag) (obvykle označovaný písmenem V) je bit ve registru příznaků (stavovém slově) počítačových procesorů používaný pro indikaci, že výsledek aritmetické operace (obvykle sčítání nebo odečítání) s celými čísly se znaménkem překročil povolený rozsah.

## Použití
Příznak přetečení indikuje, že se výsledek operace sčítání nebo odečítání čísel ve dvojkovém doplňku nevejde do počtu bitů používaných pro tuto operaci. Zatímco procesory některých architektur musí kontrolovat příznak přetečení po každé operaci, jiné typy procesorů mohou být zkonfigurovány tak, že pokud dojde k aritmetickému přetečení, automaticky vygenerují výjimku.
Většina procesorů používá pro zobrazení celých čísel se znaménkem dvojkový doplněk. Při tomto zobrazení reprezentují čísla, která mají nejvýznamnější bit (tzv. znaménkový bit) nulový, stejnou hodnotu jako kdyby se jednalo o čísla bez znaménka; čísla, která mají nejvýznamnější bit jedničkový, jsou interpretována jako záporná.
Při použití dvojkového doplňku lze pro sčítání a odečítání čísel se znaménkem používat stejné operace jako pro čísla bez znaménka. Rozdíl je pouze v interpretaci čísel a ve způsobu vyhodnocování překročení číselného rozsahu: zatímco při operacích s čísly bez znaménka indikuje překročení povoleného rozsahu příznak přenosu, při operacích se znaménkem indikuje překročení rozsahu příznak přetečení.
Příklad: Při použití 8bitových registrů sčítáme dvě kladná čísla 100 + 50 (binárně 0110 0100 + 0011 0010. Sčítáme, jako kdyby se jednalo o čísla bez znaménka: 100+50 je 150 což je binárně 1001 0110 a ve dvojkovém doplňku -106. Záporný výsledek sčítání dvou kladných čísel znamená, že došlo k přetečení, proto tato operace nastaví příznak přetečení. Příznak přenosu nastaven není, takže 150 je při použití čísel bez znaménka správný výsledek. Příznak přetečení je tedy nastaven, pokud nejvýznamnější bit (považovaný za znaménkový bit) se při sčítání dvou čísel se stejnými znaménky (nebo odčítání dvou čísel s opačnými znaménky) změní. K přetečení může dojít pouze při sčítání čísel se stejnými znaménky nebo při odečítání čísel s opačnými znaménky.
Interně je příznak přetečení obvykle generován jako nonekvivalence interního přenosu do znaménkového bitu a ze znaménkového bitu.
Příznak přetečení je obvykle měněn všemi aritmetickými operacemi, včetně instrukce porovnání (která je ekvivalentní s instrukcí odečítání bez uložení výsledku). V mnoha architekturách procesorů je příznak přetečení nulován bitovými operacemi (and, or, xor, not), většinou včetně operací bitových posuvů a rotací; v jiných architekturách mohou tyto instrukce nechat příznak přetečení beze změn. Instrukce násobení a dělení často ponechávají tento příznak nedefinovaný, nebo jej nastavují podle posledního částečného výsledku.